# Chevrolet Groove
La Chevrolet Groove est l'un des trois concept car de petit break présenté par le constructeur automobile américain Chevrolet lors du salon de New York en 2007.
Le Groove présente le nouveau style des petites voitures de General Motors. La mini voiture a été entièrement conçue par GM Daewoo en Corée du Sud. Le Groove est propulsé par un moteur diesel de 1,0 L qui est similaire à celui qui alimente l'actuelle Chevrolet Spark, une mini-voiture vendue en Asie,.
La Chevrolet Beat et le Chevrolet Trax ont également été présentés pour fournir une vision des conceptions futures dans le segment des sous-compactes de GM. Ces trois concepts pouvaient être votés après leur introduction sur un site Internet spécial. En fin de compte, le Groove et le Trax ont perdu face a la Beat, qui devrait être produite.
La Beat et le Trax ont finalement eu le feu vert pour la production. Alors que le Groove ne l'à pas eu, le langage de conception de celui-ci a trouvé sa place dans les conceptions de la Chevrolet Sonic et du Chevrolet Orlando.

## Utilisation de la plaque signalétique
Article principal: Baojun 510
En octobre 2019, General Motors a enregistré la plaque signalétique "Groove" dans un dépôt de marque en Uruguay. En 2020, SAIC-GM-Wuling exportera le Baojun 510 en Amérique latine et au Moyen-Orient avec la plaque signalétique Chevrolet Groove,.